# Linha 2 do Metrorrey
A Linha 2: Sendero ↔ General Zaragoza é uma das linhas em operação do Metrorrey, inaugurada no dia 30 de novembro de 1994. Estende-se por cerca de 13,750 km, dos quais 13,036 km são usados para serviço e o restante para manobras. A cor distintiva da linha é o verde.
Possui um total de 13 estações em operação, das quais 7 são subterrâneas e 6 são elevadas. A Estação Cuauhtémoc possibilita integração com a Linha 1.
A linha é operada pela STC Metrorrey. Atende os seguintes municípios da Região Metropolitana de Monterrei: General Escobedo, Monterrei e San Nicolás de los Garza.

## Trechos
A Linha 2, ao longo dos anos, foi sendo ampliada a medida que novos trechos eram entregues. A tabela abaixo lista cada trecho construído, junto com sua data de inauguração, o número de estações inauguradas e o número de estações acumulado:
| Trecho                           | Inauguração            | N.º de estações entregue | N.º de estações acumulado |
| -------------------------------- | ---------------------- | ------------------------ | ------------------------- |
| General Anaya ↔ General Zaragoza | 30 de novembro de 1994 | 6                        | 6                         |
| Universidad ↔ General Anaya      | 31 de outubro de 2007  | 3                        | 9                         |
| Sendero ↔ Universidad            | 1º de outubro de 2008  | 4                        | 13                        |

## Estações
| Nome             | Inauguração            | Município                | Integração | Posição     | Latitude      | Longitude      |
| ---------------- | ---------------------- | ------------------------ | ---------- | ----------- | ------------- | -------------- |
| Sendero          | 1º de outubro de 2008  | General Escobedo         | -          | Elevada     | 25° 46' 07" N | 100° 17' 34" O |
| Santiago Tapia   | 1º de outubro de 2008  | San Nicolás de los Garza | -          | Elevada     | 25° 45' 34" N | 100° 17' 44" O |
| San Nicolás      | 1º de outubro de 2008  | San Nicolás de los Garza | -          | Elevada     | 25° 45' 11" N | 100° 17' 53" O |
| Anáhuac          | 1º de outubro de 2008  | San Nicolás de los Garza | -          | Elevada     | 25° 44' 25" N | 100° 18' 09" O |
| Universidad      | 31 de outubro de 2007  | San Nicolás de los Garza | -          | Elevada     | 25° 43' 28" N | 100° 18' 30" O |
| Niños Héroes     | 31 de outubro de 2007  | Monterrei                | -          | Elevada     | 25° 43' 02" N | 100° 18' 40" O |
| Regina           | 31 de outubro de 2007  | Monterrei                | -          | Subterrânea | 25° 42' 28" N | 100° 18' 51" O |
| General Anaya    | 30 de novembro de 1994 | Monterrei                | -          | Subterrânea | 25° 41' 49" N | 100° 19' 00" O |
| Cuauhtémoc       | 30 de novembro de 1994 | Monterrei                |            | Subterrânea | 25° 41' 10" N | 100° 19' 01" O |
| Alameda          | 30 de novembro de 1994 | Monterrei                | -          | Subterrânea | 25° 40' 37" N | 100° 19' 06" O |
| Fundadores       | 30 de novembro de 1994 | Monterrei                | -          | Subterrânea | 25° 40' 22" N | 100° 19' 11" O |
| Padre Mier       | 30 de novembro de 1994 | Monterrei                | -          | Subterrânea | 25° 40' 08" N | 100° 18' 56" O |
| General Zaragoza | 30 de novembro de 1994 | Monterrei                | -          | Subterrânea | 25° 40' 04" N | 100° 18' 37" O |